# Migros
Migros è la forma abbreviata di Cooperativa Migros (Migros-Genossenschaft) ed è una delle aziende più grandi della Svizzera e la seconda maggiore catena di grande distribuzione del Paese. La società è rappresentata in tutti i cantoni svizzeri, nel Liechtenstein e nei dipartimenti francesi di Ain e Alta Savoia.

## Storia
Il nome è in lingua francese e composto da "mi" (mezzo) e "gros" (all'ingrosso); in questo modo si esplicita l'iniziale vocazione di Migros AG, a metà strada tra ingrosso e dettaglio, che in seguito assumerà la forma di una federazione delle cooperative associate.
Migros è stata fondata a Zurigo, nel 1925 da Gottlieb Duttweiler, inizialmente come azienda di vendita ambulante.

## Logo
Il logo mostra il nome Migros in lettere maiuscole di colore arancione. Spesso la presentazione è ridotta a una "M" maiuscola. La società viene spesso definita "il gigante arancione" a causa del logo.
Da non confondere con la catena di distribuzione all'ingrosso italiana Migross, che fa parte del gruppo Gruppo VéGé.

## Società
Migros è un conglomerato di varie cooperative, società per azioni e fondazioni, collettivamente denominate Comunità Migros. Il gruppo è rappresentato esternamente dalla Federazione delle cooperative Migros (FCM), fondata nel 1941 con sede a Zurigo. La FCM è legalmente una cooperativa che si qualifica ai sensi dell'articolo 921-925 del Codice delle obbligazioni svizzero come società cooperativa.

### Organizzazione
La FCM è composta da tre organismi:
- Assemblea dei delegati composta da 111 membri provenienti dalle varie cooperative regionali;
- Consiglio di amministrazione, presieduto da Andrea Broggini;
- Direzione generale, con a capo Fabrice Zumbrunnen.

#### Assemblea dei delegati
L'assemblea dei delegati della FCM, in quanto organo supremo, è anche definito come il "parlamento" di Migros.
Tra l'altro, l'Assemblea dei delegati decide in merito alla politica aziendale e al suo cambiamento, nonché alle modifiche dello statuto. Vota sulla relazione annuale dell'amministrazione, sui rendiconti finanziari annuali, sull'utilizzo del profitto di bilancio e sull'attività dell'amministrazione e della Direzione generale. L'Assemblea dei Delegati è anche responsabile per l'elezione e il licenziamento dei membri dell'Amministrazione e del suo Presidente e dei Revisori. Tali compiti e competenze sono descritti nello statuto.

#### Consiglio di amministrazione
Il consiglio di amministrazione determina la strategia dell'intero gruppo ed è la massima autorità di approvazione per quanto riguarda l'organizzazione della FCM.
L'amministrazione di è composta da almeno 21 membri è composta da membri interni che lavorano all'interno della comunità Migros e da sette a nove membri esterni. I membri vengono solitamente proposti per l'elezione dall'amministrazione esistente; ma i delegati hanno il diritto formale di proporre loro stessi i candidati.
La più alta posizione è il Presidente dell'Amministrazione, mentre il Presidente della Direzione Generale ha diritto ad un posto nel Consiglio di Amministrazione, come anche un rappresentante delle dieci Cooperative regionali. Due membri sono eletti come rappresentanti dei dipendenti, uno dei quali deve essere assunto dalla FCM.

#### Direzione generale

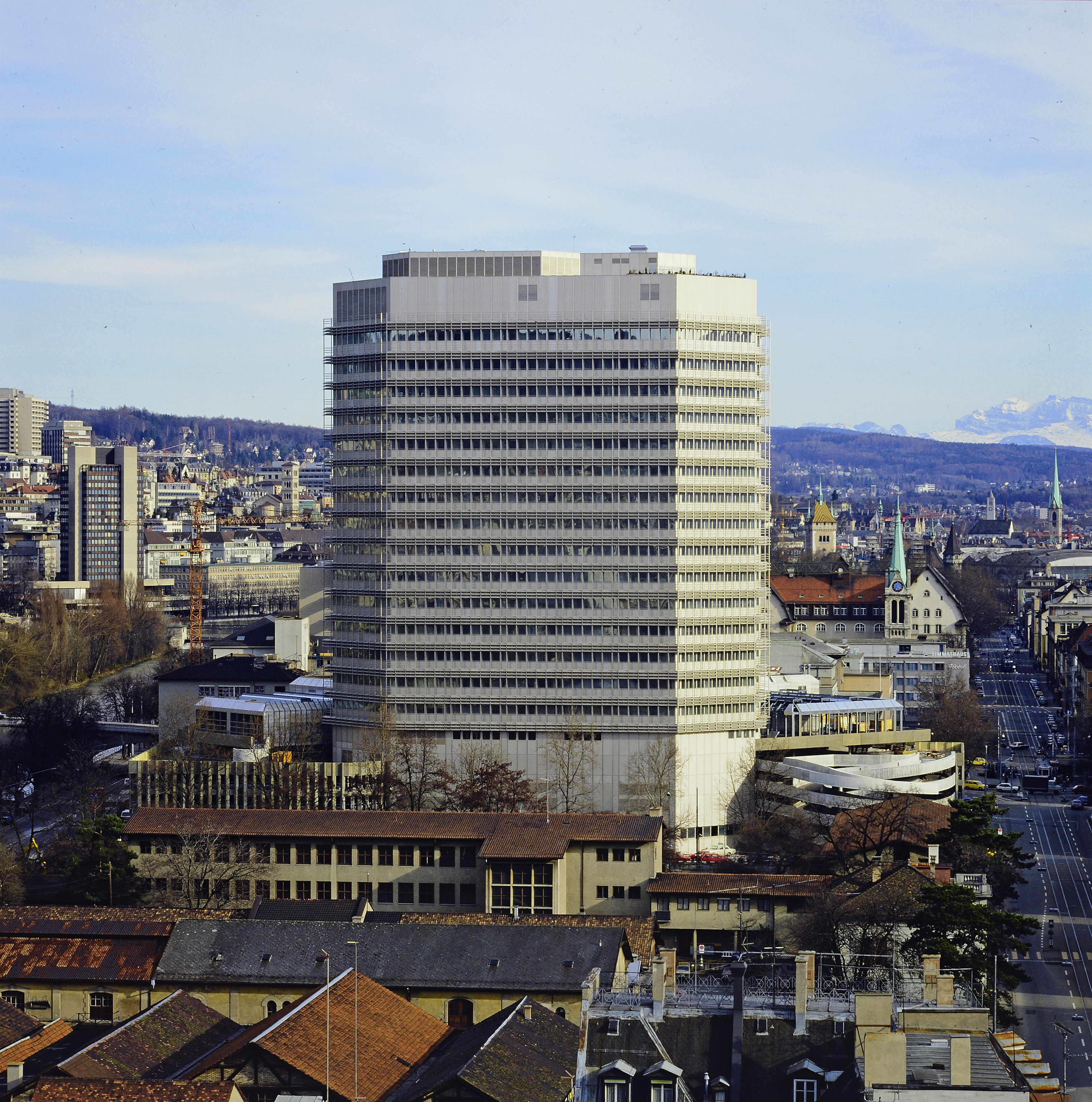
Sede della FCM di Migros - Limmatplatz - Zurigo

La direzione generale tiene la gestione operativa della FCM. Si tratta del livello più alto di management di tutte le filiali della Migros e delle fondazioni direttamente subordinate, ma non hanno le strutture di gestione finanziaria autonoma che invece competono alle dieci cooperative. La direzione generale può solo influenzare indirettamente queste cooperative, come semplice punto di coordinamento tra le cooperative, che devono prendere decisioni per consenso.
La posizione più alta presso la direzione è classicamente indicata come "Amministratore Delegato", ma ora è spesso indicata con il termine in lingua inglese Chief Executive Officer (CEO) nei mezzi di comunicazione. Il Presidente della Direzione generale è nominato dal Consiglio di Amministrazione e deve essere confermato dall'Assemblea dei delegati come membro del Consiglio di Amministrazione.
I restanti sei membri dell'esecutivo sono formalmente assunti da parte del Consiglio, ma questo di solito lascia al Direttore generale la mano libera in sostituzione dei posti vacanti e conferma i membri esistenti in realtà solo su consenso del Consiglio. I membri della Direzione generale sono nominati capi di un dipartimento. Questi ultimi formano le unità funzionali dell'intero gruppo, che supportano le cooperative internamente come fornitori di servizi (marketing, fornitori).

#### Direttori generali
- Gottlieb Duttweiler (Amministratore delegato di Migros AG 1925–1941, Presidente dell'Amministrazione della FCM 1941–1957, Direttore generale 1957–1962)
- Rudolf Suter (1962–1976)
- Pierre Arnold (1976–1984)
- Jules Kyburz (1984–1992)
- Eugen Hunziker (1992–1997)
- Peter Everts (1997–2001)
- Anton Scherrer (2001–2005)
- Herbert Bolliger (2005–2017)
- Fabrice Zumbrunnen (2018-)

### Cooperative regionali
Le cooperative regionali formano il sistema Migros. Dal 1998 sono 10:
1. Genossenschaft Migros Aare, Moosseedorf/Schönbühl BE
2. Genossenschaft Migros Basel, Basilea BS
3. Société Coopérative Migros Genève, Carouge GE
4. Genossenschaft Migros Luzern, Dierikon LU
5. Société Coopérative Migros Neuchâtel-Fribourg, Marin-Epagnier NE
6. Genossenschaft Migros Ostschweiz, Gossau SG
7. Società Cooperativa Migros Ticino, Sant'Antonino TI
8. Société Coopérative Migros Valais, Martigny VS
9. Société coopérative Migros Vaud, Ecublens VD
10. Genossenschaft Migros Zürich, Zurigo ZH

Tra queste la più grande (secondo il numero di cooperative e di fatturato) delle ex dodici cooperative era Zurigo. 

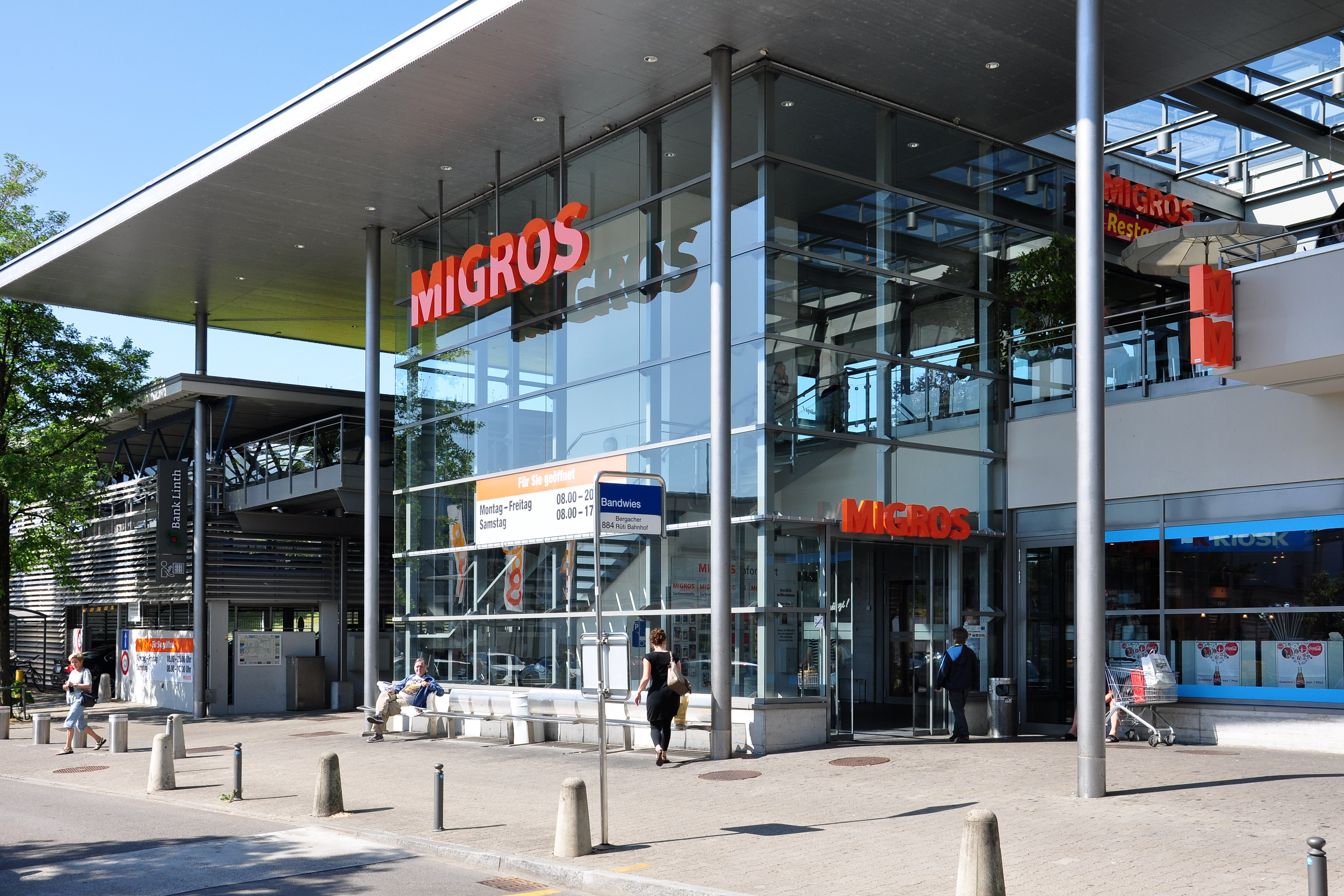
Un supermercato Migros a Rüti

Nel 1998 ha avuto luogo una riorganizzazione che ha ridotto il numero delle cooperative regionali da 12 a 10 attraverso la fusione tra:
- Genossenschaft Migros Aargau/Solothurn, Suhr - ora parte di Genossenschaft Migros Aare;
- Genossenschaft Migros Bern, Moosseedorf - ora parte di Genossenschaft Migros Aare;
- Genossenschaft Migros Winterthur/Schaffhausen, Winterthur - ora parte di Genossenschaft Migros Ostschweiz;
- Genossenschaft Migros St.Gallen, Gossau - ora parte di Genossenschaft Migros Ostschweiz.

Ogni cooperativa elegge un comitato cooperativo che dura in carica quattro anni.
La Cooperativa Migros di Basilea (Genossenschaft Migros Basel) è presente anche in Germania (in alcune zone di confine con la Svizzera) tramite la controllata Migros Deutschland GmbH, basata a Lörrach. Lo stesso accade in Francia, dove la controllata di Migros Genève, Migros-France S.A., è presente con due ipermercati; a Thoiry (nell'Ain) e a Étrembières (Alta Savoia) dove si trova anche la sede amministrativa francese. Nell'ottobre del 2009 è stato inoltre inaugurato a Neydens (Alta Savoia) un parco acquatico (Vitam'parc) con annesso centro commerciale Migros.
Si può notare come Migros lasci la zona montana scarsamente abitata ad altri fornitori poiché le zone montane, come i Grigioni, non sono molto rappresentate. Nel distretto di Surselva nei Grigioni, ad esempio, esiste un'unica filiale Migros mentre in Engadina, a Samedan, è stato aperto un negozio Migrolino solo nel 2012 e nel 2018 alla stazione di Sankt Moritz.
Solo nel luglio 2021 sono stati inaugurati: un negozio Migros (MM), un negozio di elettronica (Melectronics) ed un ristorante (Migros restaurant), a Samedan nel nuovo centro commerciale Porta Samedan.
La Federazione delle cooperative Migros è sussidiaria delle cooperative regionali. Le dieci cooperative oggi sono gli unici proprietari della FCM. Le cooperative sono autonome e creano rendiconti finanziari annuali indipendenti.
Le cooperative regionali sono di proprietà dei membri residenti nell'area di attività. Dal momento che ogni persona fisica o ogni famiglia può diventare cooperativa e quindi formalmente comproprietaria di una cooperativa Migros, la società è ampiamente sostenuta dalla popolazione.

## Filiali
| La rete Migros                                                   | Punti Vendita (Unità) |
| ---------------------------------------------------------------- | --------------------- |
| M                                                                | 372                   |
| MM                                                               | 213                   |
| MMM                                                              | 50                    |
| MParcs/centri di mercati specializzati/Obi                       | 40                    |
| Filiali specifiche1                                              | 62                    |
| Esercizi della ristorazione autonomi                             | 11                    |
| Alnatura                                                         | 20                    |
| Altri supermercati2                                              | 9                     |
| Do it + Garden                                                   | 41                    |
| Micasa                                                           | 36                    |
| SportX                                                           | 69                    |
| Melectronics                                                     | 98                    |
| Obi centri edilizia e giardinaggio                               | 11                    |
| Ristoranti Migros, Take away e altri formati della ristorazione3 | 227                   |
| Francia (Migros France)                                          | 3                     |
| Germania (Tegut)                                                 | 315                   |
| Partner Migros                                                   | 51                    |
| VOI                                                              | 65                    |
| Parchi acquatici6                                                | 2                     |
| Centri sportivi                                                  | 3                     |
| Centri golf                                                      | 6                     |
| Fondazioni 'Parco Prato Verde' e Monte Generoso                  | 5                     |

1: Outlet, filiali autonome Outdoor by SportXX, ecc.

2: integrati negli MParcs o nei mercati specializzati

3: Chickeria, Kaimug, Hitzberger e Coffee&Time

4: Migros Fitnesspark (incl. centro fitness nel parco per lo sport e l'avventura Milandia), Migros Fitnessclub, Migros Fitnesscenter, Activ
Fitness (AG),ONE Training Center (AG), Only Fitness; + FT-Club

5: ACISO Fitness&Health GmbH (GMZ) (ELEMENTS-Studios in D, strutture in franchising INJOY in D, A e BE; FT-Clubs in D, A, CH, NL, I)

6: Säntispark, Bernaqua

### Canali di vendita
- Activ Fitness: centri fitness
- Banca Migros: banche
- Denner (proprietà 70%)
- Digitec: shop online elettronica

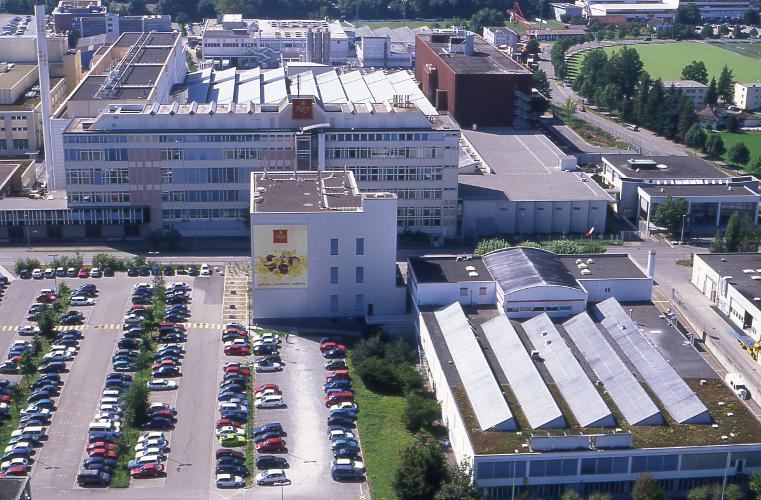
Il quartier generale Frey, l'industria di cioccolato della Migros, a Buchs.

- Do it+Garden: centri bricolage e giardinaggio
- Ex Libris: librerie
- Florissimo: fiorista servizio postale
- LeShop.ch: supermercati on-line (collaborazione iniziata nel 2004, nel 2006 viene acquistato l'80% delle azioni)
- Micasa: centri arredo casa e tessile
- Migrol: stazioni di servizio
- Migrolino: convenience store
- Migros supermercato
- M-electronics: centri elettronica
- Obi: centri bricolage
- Scuola Club Migros: formazione educativi adulti
- SportXX: negozi sportivi
- Ferrovia del Monte Generoso: ferrovia gestita da Migros

### Globus
Globus (rilevata da Migros nel 1997):
- Interio: negozi di mobili
- Globus: grandi magazzini
- Globus Uomo: negozi abbigliamento uomo
- Office World: forniture per ufficio

## M-Industry
Gran parte dei prodotti venduti nei supermercati Migros sono prodotti dalla stessa azienda (M-Industry), principalmente in Svizzera. Nel 2015, M-Industry comprende 27 aziende che producono circa 20.000 prodotti per i supermercati Migros.

## Percento culturale
Il Percento culturale Migros è una iniziativa della Migros nei campi della cultura, della società, della formazione, del tempo libero e dell'economia che intende facilitare l'accesso alla cultura e alla formazione a vasti strati della popolazione, e mettere chiunque in condizione di partecipare ai cambiamenti sociali, economici e culturali in atto nella società.
Il Percento culturale Migros è sostenuto dalle singole Cooperative e dalla Federazione delle Cooperative. Le Cooperative alimentano il Percento culturale con lo 0,5% della cifra d'affari realizzata. Il contributo della FCM ammonta annualmente ad almeno un terzo percento del fatturato del commercio al dettaglio di tutte le Cooperative.
Sono coinvolte istituzioni dei campi della cultura, della società, della formazione, del tempo libero e dell'economia. Queste ultime comprendono la Scuola Club Migros, gli Eurocentres, l'Istituto Gottlieb Duttweiler a Rüschlikon, i quattro Parchi Prato verde, la Ferrovia Monte Generoso e il Museo Migros d'arte contemporanea a Zurigo.